# أرت برجلاند
أرت برجلاند (بالإنجليزية: Art Berglund)‏ هو لاعب هوكي الجليد أمريكي، ولد في 4 سبتمبر 1940.